# Галішева
Галі́шева (рос. Галишева) — присілок у складі Ірбітського міського округу Свердловської області.
Населення — 139 осіб (2010, 155 у 2002).
Національний склад населення станом на 2002 рік: росіяни — 86 %.